# Соник (фильм, 2013)
Соник (англ. Sonic) — американский короткометражный фанатский фильм 2013 года, основанный на серии игр Sonic the Hedgehog. Фильм был создан независимой студией Blue Core Studios, а снят и написан Эдди Леброном. Сюжет является частичным приквелом к оригинальной игре Sonic the Hedgehog на Sega Mega Drive.
Джелил Уайт повторил свою роль ежа Соника впервые со времён мультсериала 1999 года, Sonic Underground. В фильме снялись многочисленные интернет-знаменитости, в том числе Даг Уокер, Брент Блэк, Джеймс Рольф, Крэйг Скистимас и Эрин Хэнсон.
Премьера состоялась на MAGFest 11 3 января, а через неделю фильм был выпущен на YouTube. По состоянию на 2025 год, он набрал более четырёх миллионов просмотров на YouTube.

## Синопсис
Злой доктор Роботник захватывает планету Мобиус, и ежу Сонику предстоит положить конец его коварным планам.

## Сюжет
На планете Мобиус таинственный ученый, известный как доктор Роботник, бомбардирует лес флотом кораблей и роботов, пытаясь уничтожить всю животную жизнь на Южном острове. В соседнем городе, президент привлекает военную организацию G.U.N., для противодействия силам Роботника.
Три месяца спустя быстрый, синий, антропоморфный ёж по имени Соник, спасает бойца G.U.N. от робота и исчезает. Позже ведущий новостей рассказывает об этом загадочном «Синем пятне» (англ. Blue Blur), когда трансляцию прерывает сообщение от «Империи Роботника» (англ. Robotnik Empire), предлагающей награду за его поимку. За кадром, Роботник подвергает людей процедуре, называемой роботизацией (англ. Roboticization), чтобы контролировать их разум.
Вернувшись в лес, Соник спасает отряд солдат G.U.N., от новых роботов. Один из роботов приносит Роботнику магический камень — Изумруд Хаоса, и потом становится ясно, что у него уже есть три из семи изумрудов Хаоса. Соник прибывает в Green Hill Zone, что знаменует начало оригинальной видеоигры.

## В ролях
- Джэлил Уайт — Ёж Соник.
- DJ Хазард — Доктор Роботник.
- Лорен Шачер — Нова.
- Гари Махмуд — Энтони.
- Селия Ау — Джейд.

## Оценка
Юдзи Нака высоко оценил этот фильм, называв его «потрясающим». В том же посте он написал:
Это слишком здорово. Очень хорошо. Интересно, может ли кто-нибудь добавит субтитры. Если бы я снимал Соника в Голливуде, это выглядело бы так же.Юдзи Нака, в Twitter (ныне X)